# Эмансипадос

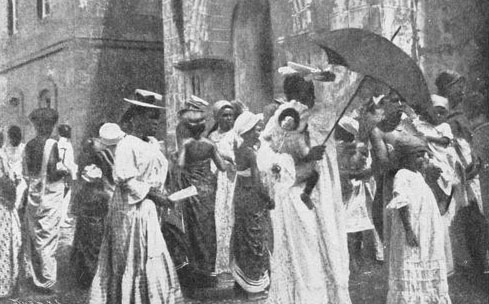
Негры-эмансипадо идут после мессы на острове Кориско, Испанская Гвинея (Диего Сааведра-и-Магдалена, 1910)

Эмансипадос (исп. emancipados — эмансипированные) — термин, используемый для социально-политической демографической группы африканского происхождения среди населения Испанской Гвинеи (современная Экваториальная Гвинея), которая существовала в начале-середине 1900-х годов. Эта часть коренного населения, усвоившая обычаи, ценности и модели поведения белого общества европейского происхождения, а также католическую религию. Женщины не могли быть «эмансипированы».
Эмансипадо были сконцентрированы в районах с наибольшим колониальным присутствием, в основном вдоль прибрежных сообществ, а также на островах Биоко и Аннобон. Позднее эмансипированные стали своего рода состоятельной «черной элитой», которая в колониальной социальной иерархии стояла ниже белых или испанцев, но выше всего остального черного населения («неэмансипированные»).
Среди эмансипированных был Фернандо Утимбо, вождь племени, защищающий испанское наследие и христианство в Гвинее, и его преемник Сантьяго Уганда, а также архиепископ Малабо Рафаэль Мария Нзе Абуй.

## Особенности населения
В эту группу входили:
- Полнокровные потомки местных/региональных коренных племен, которые ассимилировались с белыми после получения христианского испанского образования.[1]
- Потомки освобожденных кубинских рабов, которые, несмотря на возможность вернуться на Кубу, остались в стране, вступив в брак с местным населением. Эти бывшие рабы были доставлены в Африку Королевским указом от 13 сентября 1845 года (в добровольном порядке) и депортацией с Кубы 20 июня 1861 года из-за отсутствия добровольцев. Многие из них были европейского и/или индейского происхождения.
- Мулаты, рожденные от матерей из Экваториальной Гвинеи и белых отцов-испанцев, некоторые из которых не признаны их отцами. Потомство в результате союзов по согласию между африканскими женщинами и европейскими мужчинами стало социальной тенденцией примерно в середине 1900-х годов в Экваториальной Гвинее, а также в других частях Западной Африки.

## Общество
Эмансипадос были смешанными в социальном и культурном отношении. Многие из них были частью местного племенного ландшафта, а большинство других внесли свой вклад в некогда процветающее интеллектуальное сообщество, возникшее благодаря доступу к христианскому и европейскому образованию. Их образование помогло Испанской Гвинее стать страной с самым высоким уровнем грамотности среди всех африканских стран в середине 1900-х годов. Некогда процветающее сообщество также способствовало богатству Испанской Гвинеи, которая когда-то была третьей богатейшей африканской страной до обретения независимости от Испании.

## Исход
Из-за политических разногласий вокруг независимости Экваториальной Гвинеи от Испании в 1968 году многие эмансипадос переехали в Европу после того, как столкнулись с антиевропейскими настроениями и противостояли политическому давлению со стороны приходящего режима. Впоследствии это привело к резне некоторых членов этой популяции.
Многие эмансипированные переехали в Испанию (Канарские острова), Сан-Томе и Принсипи и Кабо-Верде. В настоящее время несколько потомков эмансипадо вернулись жить в Экваториальную Гвинею.